# Vadgaon Kasba
Vadgaon Kasba é uma cidade  no distrito de Kolhapur, no estado indiano de Maharashtra.

## Demografia
Segundo o censo de 2001, Vadgaon Kasba tinha uma população de 22,754 habitantes. Os indivíduos do sexo masculino constituem 52% da população e os do sexo feminino 48%. Vadgaon Kasba tem uma taxa de literacia de 73%, superior à média nacional de 59.5%: a literacia no sexo masculino é de 78% e no sexo feminino é de 67%. Em Vadgaon Kasba, 12% da população está abaixo dos 6 anos de idade.